# Anel com identidade
Em matemática, um anel com identidade, ou anel com unidade é um anel com elemento neutro da multiplicação, denominado 1. Esse elemento sempre é único.

## Definições Alternativas
Alguns autores, como Serge Lang, definem anel com existência de elemento neutro para a multiplicação. Nesses casos anéis sem unidade são classificados como pseudoanéis.

## Unicidade da Unidade
Proposição:Se um anel {\displaystyle {\mathcal {A}}} possui unidade, então ela é única.
Prova: A prova segue por absurdo supondo a existência de duas identidades.
Seja {\displaystyle 1,1'\in {\mathcal {A}}} identidades distintas, ou seja, {\displaystyle \forall x\in {\mathcal {A}}} temos {\displaystyle 1\cdot x=x} e {\displaystyle 1'\cdot x=x}. Segue que {\displaystyle 1\cdot 1'=1'} mas {\displaystyle 1'} também é unidade, então {\displaystyle 1\cdot 1'=1} portanto {\displaystyle 1=1'}

## Unidades Versus Anel com Unidade
Dentro de um anel {\displaystyle {\mathcal {A}}} podemos definir o conjunto {\displaystyle U({\mathcal {A}})=\{a\in {\mathcal {A}}|\exists b\in {\mathcal {A}},a\cdot b=1\}\subseteq {\mathcal {A}}}, em palavras, {\displaystyle U({\mathcal {A}})} denota o conjunto de todos os elementos invertíveis de {\displaystyle {\mathcal {A}}} e o chamamos de  Conjunto das Unidades. Portanto a noção de unidade não está associada ao elemento neutro da multiplicação {\displaystyle 1_{\mathcal {A}}} e sim a existência de inverso multiplicativo. Dessa forma, o termo unidades de um anel não contradiz a proposição acima pois é diferente do termo anel com unidade, o qual se refere à anéis que possuem elemento neutro para a multiplicação.

## Exemplos
- O anel dos números inteiros tem unidade;
- Todo domínio de integridade é um anel com unidade;
- O anel das matrizes {\displaystyle n\times n} possui unidade;